# Font del Bou (urbanització)
La Font del Bou és una urbanització del terme municipal de Bigues i Riells del Fai, a la comarca del Vallès Oriental.
Pren el nom de la Font del Bou, una de les fonts importants del poble de Bigues, i està situada a la part meridional del terme municipal. El seu territori s'estén a prop del límit municipal amb Santa Eulàlia de Ronçana, a la dreta del torrent de la Font del Bou, en un ample revolt del torrent que fa la volta per ponent a mitja urbanització. És una urbanització d'extensió i població mitjanes, ja que el 2018 tenia 687 habitants, que representa el 7,6% del cens municipal i cap al 2023 ja arriba als 737.